# 玉椿憲太郎

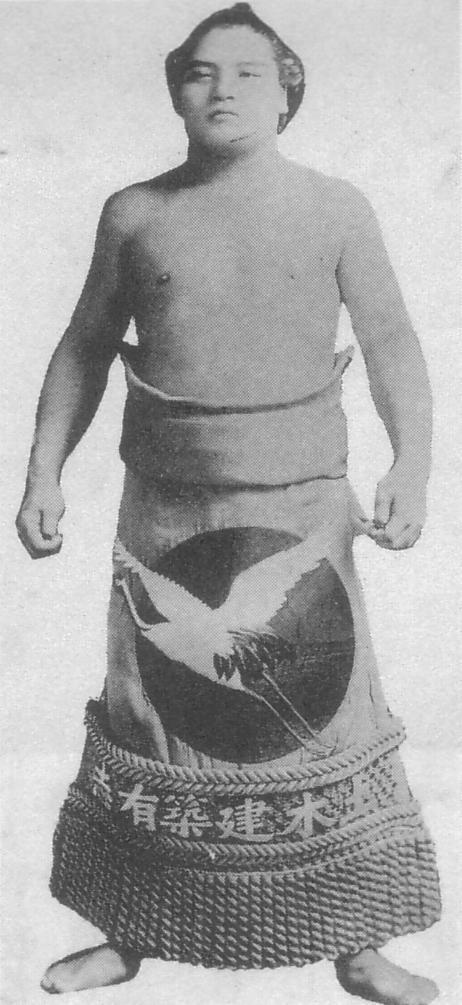
玉椿憲太郎

玉椿 憲太郎（たまつばき けんたろう、1883年（明治16年）11月10日 - 1928年（昭和3年）9月19日）は、富山県中新川郡下条郷上砂子坂村（現・富山市）出身で雷部屋に所属した大相撲力士。本名は森野 健次郎。小兵でありながら多彩な技としぶとい相撲で関脇まで上り詰め、「名人」「怪力士」などと呼ばれた。現役時代の体格は159cm、90kg。

## 経歴
父と兄が草相撲の強者だったことから、これに影響を受けて力士を志すようになる。1895年（明治28年）ごろ、知人を通して梅ノ谷に紹介してもらい、その師匠である雷部屋に入門。1897年（明治30年）1月場所初土俵。この時の四股名は湊山。1900年（明治33年）の一場所のみ玉ヶ関と改名するが、これは兄弟同様にしていた玉ヶ関という力士が死去したため、弔いの意味で付けたものであった。
同年、幕下に上がり、四股名が玉椿となる。1903年（明治36年）5月新入幕。1907年（明治40年）1月小結、1909年（明治42年）6月関脇と、小さい体格を利用した取り口で平幕上位から三役に定着する。
1911年（明治44年）1月、新橋倶楽部事件（力士が待遇改善を求めてストライキを起こした事件）が起きる。この時玉椿は、「たとえ、師匠たちが悪いにしろ、恩師に弓を引くわけにはいかない」と言い、また独自に協会の収支決算も調査し「協会には借金があるのだから力士の要求は実現不可能」だとして、関脇以下ではただ1人ストライキに不参加。しかしこれによって事件を起こした力士達からは敵視され、事件解決時の覚書に「玉椿問題は、無条件にて本問題の解決と同時に和解せしむる事」という一項目がわざわざ付け加えられることとなった。
事件以後も土俵の上では好調が続き、同年6月場所には優勝旗手となったが、西方の優勝は東西制導入以降初であった。三役には最高5場所連続で在位し年2場所の時代に関脇4場所、小結7場所を勤めた。しかし1914年（大正3年）ごろから力に陰りが見え始め成績が低下。1916年（大正5年）1月場所を最後に引退して年寄白玉を襲名。引退相撲では得意の弓取を行なった。この時、国技館は開設以来初めて満員になるほど人が集まったという。
引退後は、新橋倶楽部事件が尾を引き、年寄の役員になっていた当時の力士たちから冷遇されたため、検査役にもなれず最後まで平年寄のままであった。この頃には早稲田大学で相撲師範も務めている。兄弟子の梅ヶ谷である雷親方が1927年（昭和2年）に死去した後、弟子を引き取って白玉部屋の看板を掲げたが、それから間もない1928年（昭和3年）9月19日に心臓病が悪化して死去。44歳。墓所は東京都葛飾区亀有の蓮光寺。

## 力士としての特徴
身長159cm（ただしこれは公称で、実際には154cm程度だったのではないかと言われている）、体重は重い時で90kgと現在では到底力士になどなれない小兵だが、周囲から「おまえと稽古すると気分悪くなる。そんなに無理すると死んじまうぞ」と言われる程の稽古熱心だった。平蜘蛛と呼ばれる低い姿勢の仕切りから潜り込み、懐に食いつき左を差して頭をつける取り口で、そのしぶとさからついたあだ名がダニ。当時は今と違い仕切り線がなく、両者が頭を付け合う姿勢で仕切っていたので潜るのは今よりかなり難しかった。得意技は左差し、食い下がり、頭捻り、足癖。
当時の横綱だった常陸山は、「関取は今までに誰が一番強いと思いましたか?」という質問に対して玉椿と答えている。対戦成績自体は5敗3分と玉椿は1度も勝てなかったが、しぶとい相撲でたびたび苦しめており、特に1907年（明治40年）5月場所での一番は、当時歴史に残る名勝負と称された。ちなみに玉椿は、この勝負があまりに熱闘だったためか友情のようなものが芽生えてしまい、以降常陸山との勝負は共に全力が出せず3連続で分けとなった、と後年になって語っている。
優勝掲額第1号の巨漢力士、高見山酉之助は玉椿を大の苦手とし、玉椿と対戦という触れが出ると慌てて部屋に帰り、布団を被って震えていたという。また2代西ノ海には強かったが、大型で懐の深さを活かし荒技を振るう駒ヶ嶽には分が悪かった。

## 成績
- 現役通算場所数：39場所
- 通算成績：91勝82敗52休34分17預　勝率.526（便宜上幕内と十両の合計を示す。他に幕下在位時の対十両戦の1勝1敗1分がある）
- 幕内在位：26場所
- 幕内成績：80勝79敗33分16預52休　勝率.503

### 場所別成績
| 1897年 （明治30年） | （前相撲）                              | 西序ノ口18枚目 –                     |
| 1898年 （明治31年） | 西序ノ口6枚目 –                         | 西序二段筆頭 –                       |
| 1899年 （明治32年） | 西三段目16枚目 –                        | 西三段目27枚目 –                     |
| 1900年 （明治33年） | 西三段目15枚目 –                        | 西幕下32枚目 –                       |
| 1901年 （明治34年） | 東幕下19枚目 –                          | 東幕下9枚目 0–0 (1引分) （対十両戦） |
| 1902年 （明治35年） | 東幕下筆頭 1–1 （対十両戦）             | 西十両9枚目 4–1 (1引分)              |
| 1903年 （明治36年） | 西十両3枚目 7–1 (1預)                   | 東前頭13枚目 4–3–1 (1引分) (1預)     |
| 1904年 （明治37年） | 東前頭9枚目 6–3–1                       | 東前頭8枚目 0–0–10                   |
| 1905年 （明治38年） | 東前頭11枚目 3–0–6 (1預)                | 東前頭4枚目 1–5–1 (1引分) (2預)      |
| 1906年 （明治39年） | 東前頭8枚目 4–2–1 (1引分)               | 東前頭2枚目 4–3–1 (1引分) (1預)      |
| 1907年 （明治40年） | 東小結 3–2–1 (5引分)                    | 東小結 3–2–1 (3引分) (1預)           |
| 1908年 （明治41年） | 東小結 2–4–1 (2引分) (1預)              | 東前頭2枚目 5–3–2                    |
| 1909年 （明治42年） | 西小結 3–3–3 (1引分)                    | 西関脇 1–8–1 (1引分)                 |
| 1910年 （明治43年） | 西前頭筆頭 2–2 (3引分) (3預)            | 西前頭筆頭 4–2–1 (1引分) (2預)       |
| 1911年 （明治44年） | 西関脇 2–4–1 (2引分) (1預)              | 西前頭筆頭 5–3 (1引分) (1預) 旗手    |
| 1912年 （明治45年） | 東関脇 5–3 (2引分)                      | 西小結 4–5 (1引分)                   |
| 1913年 （大正2年） | 西小結 5–2–1 (1引分) (1預)              | 東小結 6–3 (1引分)                   |
| 1914年 （大正3年） | 東関脇 1–4–5                            | 西前頭2枚目 0–0–10                   |
| 1915年 （大正4年） | 西前頭7枚目 3–6 (1引分)                 | 東前頭11枚目 3–4–3                   |
| 1916年 （大正5年） | 西前頭13枚目 引退 2–5–0 （2引分） (1預) | x                                    |
| 各欄の数字は、「勝ち-負け-休場」を示す。 優勝 引退 休場 十両 幕下 三賞：敢=敢闘賞、殊=殊勲賞、技=技能賞 その他：★=金星 番付階級：幕内 - 十両 - 幕下 - 三段目 - 序二段 - 序ノ口 幕内序列：横綱 - 大関 - 関脇 - 小結 - 前頭（「#数字」は各位内の序列） |                                         |                                      |

- 幕下以下の地位は小島貞二コレクションの番付実物画像による。また当時の幕下以下の星取や勝敗数等の記録については2024年現在相撲レファレンス等のデータベースに登録がなく、特に序二段や序ノ口などについては記録がほとんど現存していないと思われるため、幕下以下の勝敗数等は暫定的に対十両戦の分のみを示す。

## 伝記
- 川端要寿『関脇玉椿』徳間書店、1995年